# Zhu Dianfa
Zhu Dianfa (* 30. September 1964) ist ein ehemaliger chinesischer Skilangläufer.
Zhu startete international erstmals bei den Olympischen Winterspielen 1984 in Sarajevo. Dort belegte er den 69. Platz über 15 km und zusammen mit Song Shi, Li Xiaoming und Lin Guanghao den 15. Platz in der Staffel. Im folgenden Jahr lief er bei den nordischen Skiweltmeisterschaften in Seefeld in Tirol auf den 78. Platz über 15 km und auf den 63. Rang über 30 km. Anfang März 1986 holte er bei den Winter-Asienspielen in Sapporo die Bronzemedaille mit der Staffel.